# 走査型ホール素子顕微鏡
走査型ホール素子顕微鏡（そうさがたホールそしけんびきょう、Scanning Hall Probe Microscopy : SHPM）は走査型プローブ顕微鏡の一種。

## 概要
走査型プローブ顕微鏡の一種で試料表面の形状や磁束の分布を可視化するために使用される。
走査型ホール素子顕微鏡の構成は、極低温用走査型トンネル顕微鏡とほぼ同様で超伝導磁石が埋め込まれている液体ヘリウム用のクライオスタット内に収められた真空2重管の内部に試料、ホール素子、圧電駆動素子を含むスキャナー部分が設置されている。探針にはホール素子が備えられ、ホール効果により生じる電流と直交方向のホール電圧を測定することにより、磁場の強度が測定され、既存のSTMのフィードバック制御回路を用いてSTM用の探針で検出するトンネル電流を利用してホール素子探針と試料表面の距離制御を行う。分解能は0.1μm程度に到達する。

## 用途
- 磁区の分布の可視化
- La1.4Sr1.6MnO7のような層状ペロブスカイト構造の強磁性体の磁区構造の可視化
- 光磁気ディスクの磁気ビットパターンの可視化
- 希薄磁性半導体の磁区構造の可視化